# Plagiostachys glandulosa
Plagiostachys glandulosa là một loài thực vật có hoa trong họ Gừng. Loài này được S.Sakai & Nagam. mô tả khoa học đầu tiên năm 2003.